# Cabinet Haseloff I
Pour les articles homonymes, voir Cabinet Haseloff.
Land de Saxe-Anhalt
Böhmer II Haseloff II
Le cabinet Haseloff I (en allemand : Kabinett Haseloff I) est le gouvernement régional du Land de Saxe-Anhalt du 19 avril 2011 au 25 avril 2016, durant la sixième législature du Landtag.

## Coalition et historique
Dirigé par le nouveau ministre-président chrétien-démocrate Reiner Haseloff, ce gouvernement est constitué et soutenu par une « grande coalition » entre l'Union chrétienne-démocrate d'Allemagne (CDU) et le Parti social-démocrate d'Allemagne (SPD). Ensemble, ils disposent de 67 députés sur 105, soit 63,8 % des sièges.
Il est formé à la suite des élections législatives régionales du 20 mars 2011 et succède au second gouvernement de Wolfgang Böhmer, constitué et soutenu par une majorité identique. Lors du scrutin, les équilibres parlementaires n'évoluent qu'à la marge. En conséquence, les deux partis au pouvoir décident de poursuivre leur alliance, portant le nouveau chef de file de la CDU à la direction de l'exécutif.

## Composition

### Initiale (19 avril 2011)
- Les nouveaux ministres sont indiqués en gras, ceux ayant changé d'attributions en italique.

| Portefeuille                                                                          | Titulaire | Titulaire                                             | Parti |
| ------------------------------------------------------------------------------------- | --------- | ----------------------------------------------------- | ----- |
| Ministre-président                                                                    |           | Reiner Haseloff                                       | CDU   |
| Vice-ministre-président Ministre des Finances                                         |           | Jens Bullerjahn                                       | SPD   |
| Ministre de l'Intérieur et des Sports                                                 |           | Holger Stahlknecht                                    | CDU   |
| Ministre de la Justice et de l'Égalité                                                |           | Angela Kolb                                           | SPD   |
| Ministre du Travail et des Affaires sociales                                          |           | Norbert Bischoff                                      | SPD   |
| Ministre de la Science et de l'Économie                                               |           | Birgitta Wolff (jusqu'au 22/04/2013) Hartmut Möllring | CDU   |
| Ministre de l'Éducation                                                               |           | Stephan Dorgerloh                                     | SPD   |
| Ministre de l'Agriculture et de l'Environnement                                       |           | Hermann Onko Aeikens                                  | CDU   |
| Ministre du Développement régional et des Transports                                  |           | Thomas Webel                                          | CDU   |
| Ministre des Affaires fédérales et européennes Directeur de la chancellerie régionale |           | Rainer Robra                                          | CDU   |